# 208 Carinae
208 Carinae (r Carinae) é uma estrela na direção da Carina. Possui uma ascensão reta de 10h 35m 35.31s e uma declinação de −57° 33′ 27.5″. Sua magnitude aparente é igual a 4.45. Considerando sua distância de 1376 anos-luz em relação à Terra, sua magnitude absoluta é igual a −3.68. Pertence à classe espectral K3/K4II.